# Unitaire operator
In de functionaalanalyse, een deelgebied van de wiskunde, is een unitaire operator een begrensde lineaire operator {\displaystyle U\colon H\to H} op een hilbertruimte {\displaystyle H} die voldoet aan
{\displaystyle U^{*}U=UU^{*}=I}
waarin {\displaystyle U^{*}} de toegevoegde operator van {\displaystyle U} is en {\displaystyle I}  de identiteitsoperator op {\displaystyle H}. Deze eigenschap is gelijkwaardig met de volgende eigenschappen:
1. Het bereik van {\displaystyle U} is dicht en
2. {\displaystyle U} bewaart het inwendig product {\displaystyle (\cdot \,,\cdot )} op de hilbertruimte; dat wil zeggen: voor alle vectoren {\displaystyle x} en {\displaystyle y} in de hilbertruimte geldt {\displaystyle (Ux,Uy)=(x,y)}